# Justin Verlander
Justin Brooks Verlander, född den 20 februari 1983 i Manakin-Sabot i Virginia, är en amerikansk professionell basebollspelare som spelar för Houston Astros i Major League Baseball (MLB). Verlander är högerhänt pitcher.
Verlander har tidigare spelat för Detroit Tigers (2005–2017).
Verlander draftades av Tigers 2004 som andra spelare totalt. Han debuterade i MLB den 4 juli 2005.
Verlander vann World Series med Astros 2017. Han har även vunnit två Cy Young Awards, en MVP Award, Rookie of the Year Award och en Triple Crown samt tagits ut till MLB:s all star-match nio gånger och till All-MLB First Team en gång. Tre gånger har han lyckats pitcha en no-hitter och han är en av få pitchers som nått milstolpen 3 000 strikeouts i MLB:s grundserie.
Verlander är sedan 2017 gift med fotomodellen Kate Upton.